# Kulju
Kulju är en sjö i Finland. Den ligger i Nystads stad i landskapet Egentliga Finland, i den sydvästra delen av landet, 210 km väster om huvudstaden Helsingfors. Kulju ligger 14 meter över havet. Arean är 2,7 hektar och strandlinjen är 1,2 kilometer lång. Sjön  ingår i Egentliga Bottenhavets avrinningsområde. 